# Autopista de Circunvalación de Santo Domingo
La autopista de Circunvalación de Santo Domingo es una vía de circunvalación con características de autopista (a excepción de un tramo perteneciente a la carretera Juan Pablo ll), que rodea el gran área urbana de la ciudad de Santo Domingo. Posee una longitud de 52 kilómetros, incluyendo 12 kilómetros pertenientes a la carretera Juan Pablo ll, los cuáles actúan como parte de circunvalación para rodear el este de Santo Domingo.

## Recorrido
La Circunvalación transcurre en la provincia de Santo Domingo y la parte oriental de la provincia de  San Cristóbal. La Circunvalación se conecta con la red nacional de carretaras de la República Dominicana, se conecta con las principales vías vehiculares del país; como lo son la carretera Sánchez, la autopista 6 de Noviembre, la autopista Duarte, la carretera Mella, entre otros.
El tramo este, que rodea Santo Domingo este, pertenece a la carretera Juan Pablo ll. Aunque este tramo no se considere parte de la autopista de circunvalación, actúa como parte de ella. Siendo una vía vital para el tránsito que se dirige a la parte oriental de la región del Cibao o a la provincia de Samaná, asimismo sirve como vía que conecta a las carreteras del este a la autopista Duarte rodeando la capital.
El tramo 2 (norte) fue la segunda y última etapa de la autopista, finalizada en 2020. Conecta a la carretera Juan Pablo ll con la autopista Duarte. Transcurre en sentido este-oeste dentro de la provincia de Santo Domingo. Se cruza con la carretera de La Victoria y la carretera de Villa Mella-Yamasá, rodea el área urbana de Santo Domingo Norte y es una vía de acceso al Aeropuerto Internacional Joaquín Balaguer.
El tramo 1 (oeste) fue la primera etapa inaugurada en 2011. Conecta a la autopista Duarte con la autopista 6 de Noviembre y carretera Sánchez. Transcurre en sentido norte-sur entre la provincia de Santo Domingo y la provincia de San Cristóbal. Se cruza con la autopista 6 Noviembre y con la carretera Sánchez. Sirve como una vía importante que conecta a las carreteras del oeste con las carreteras del este o con la Autopista Duarte, rodeando Santo Domingo.

## Historia
La necesidad de una circunvalacion que desviara el tráfico pesado fuera de la ciudad de Santo Domingo surgió a mediados de principios de la década de 1990. Durante un tiempo, las avenidas Charles de Gaulle y Jacobo Majluta habían actuado como vías de circunvalacion. Pero debido a la rápida expansión urbana, las avenidas y sus alrededores fueron pobladas y se congestionaron rápidamente. 
A mediados de los años 1990 y 2000 se comenzaron a realizar los primeros estudios de factibilidad para construir una carretera, para finalmente aprovar el proyecto en 2005. La construcción de la primera etapa se concretó en 2011, que conecta a la autopista Duarte con la carretera Sánchez. La segunda etapa llamada Tramo ll A, que transcurria desde el cruce con la autopista Duarte hasta la punta de Villa Mella, esta etapa se terminó en 2015. La tercera etapa, llamada Tramo ll B fue la etapa  final del proyecto y fue inaugurada en enero de 2020 durante el gobierno de Danilo Medina. Esta etapa fue la última etapa del proyecto luego de 15 años.

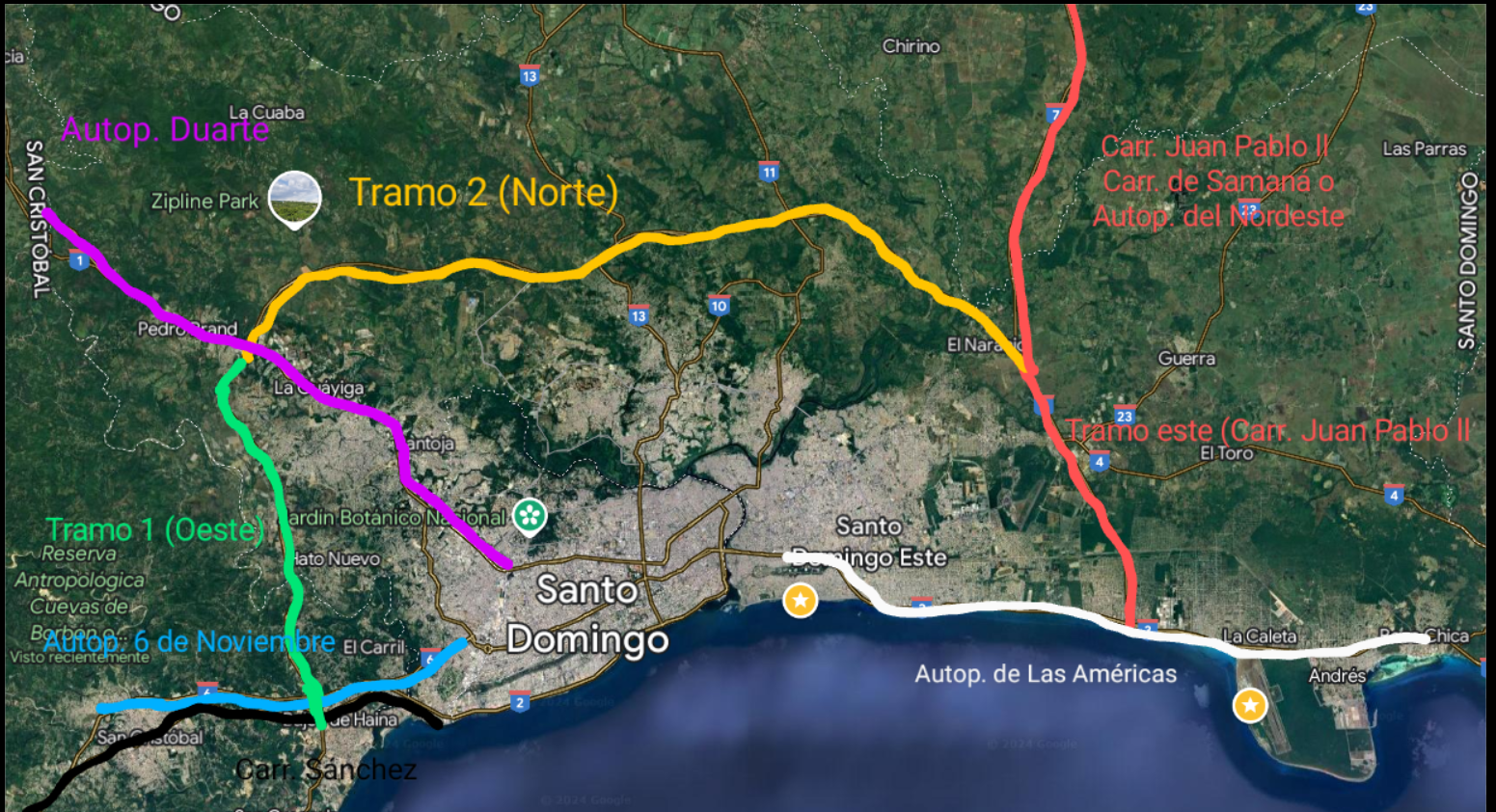
Foto satelital de Santo Domingo. Las partes marcadas en colores representan los diferentes tramos de la Autopista de Circunvalación de Santo Domingo.

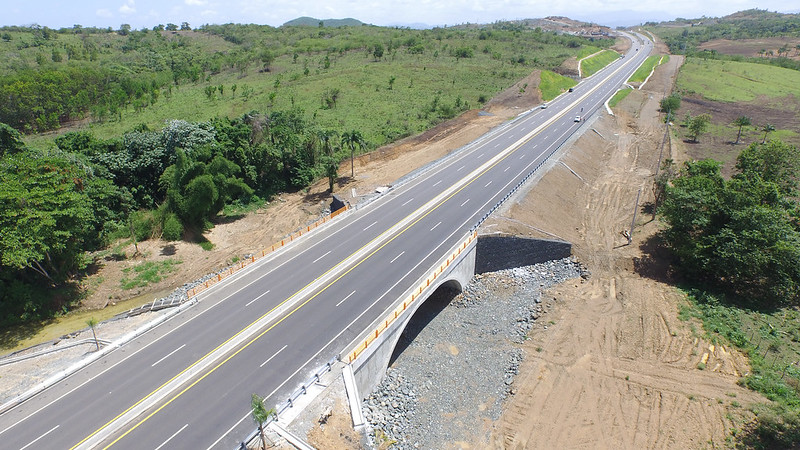
Foto de una sección de la Autopista